# 광주 (오)
광주(廣州)는 중국 역사상의 옛 행정 구역이며, 본래 광둥성, 광시 좡족 자치구일대를 통치하는 광활한 주였으나 대대적인 행정개편을 거치면서 광동성의 지급시인 광저우시일대로 축소되었다.

## 오, 서진
226년(오 대제 황무 5년), 교주의 남해군, 창오군, 울림군, 고량군을 광주로 분리되었으나 얼마못가 폐지되었다. 263년(오 경제 영안 6년) 교주에서 광주가 재설치되었고 합포군에서 북부도위가 재설치 되었으며 울림군에서 계림군이 신설되었다. 서진이 오나라를 멸망시킨 후 시안군, 시흥군, 임하군이 내속되었으나 진 혜제시기 모두 상주로 이관되었다. 10군 68현 43,120호를 거느렸다.
남해군(南海郡) · 임하군(臨賀郡) · 시안군(始安郡) · 시흥군(始興郡) · 창오군(蒼梧郡) · 울림군(鬱林郡) · 계림군(桂林郡) · 고량군(高凉郡) · 고흥군(高興郡) · 영포군(寗浦郡)

## 유송
17군 136현 49,726호 206,694명을 거느렸다.
남해군(南海郡) · 창오군(蒼梧郡) · 진강군(晉康郡) · 신녕군(新寗郡) · 영평군(永平郡) · 울림군(鬱林郡) · 계림군(桂林郡) · 고량군(高凉郡) · 신회군(新會郡) · 동관군(東官郡) · 의안군(義安郡) · 송강군(宋康郡) · 수건군(綏建郡) · 해창군(海昌郡) · 송희군(宋熙郡) · 영포군(寗浦郡)